# Actinothoe glandulosa
Actinothoe glandulosa is een zeeanemonensoort uit de familie Sagartiidae.
Actinothoe glandulosa is voor het eerst wetenschappelijk beschreven door Carlgren in 1954.